# Schmaleggerjoch
Das Schmaleggerjoch (1633 m) ist ein Gipfel im Tiroler Anteil des Mangfallgebirges in den Bayerischen Voralpen.

## Topographie
Der Berg mit einem Gipfelkreuz ist der westlichste Gipfel des nach Norden ziemlich steil abfallenden Kamms, der sich südlich der Ackernalm parallel zum Hinteren Sonnwendjoch über fast 10 km Länge erstreckt, und als dessen Hauptgipfel der Veitsberg gilt. Höchste Erhebung dieses Kamms ist allerdings das Frechjoch (1789 m). Nach Süden wird der Kamm vom Weisgrießgraben begrenzt, der zur Brandenberger Ache und damit zum Inn entwässert.

## Alpinismus
Der breite Wiesengipfel kann vom Kaiserhaus durch die Kaiserklamm und über die Untere Schmaleggeralm auf nicht bezeichnetem Weg in rund zweieinhalb Stunden erstiegen werden. Der Weg über die Wernbachalm, die Niederalm und die Diebsloch-Jagdhütte wurde als verfallen bezeichnet. Von der Erzherzog-Johann-Klause führt der Aufstieg in zweieinhalb Stunden über die Rumpfalm. Auch der Übergang vom Thalerjoch oder der Aufstieg von der Ackernalm über die Fuchslochalm sind möglich.